# 6825 Irvine
6825 Irvine eller 1988 TJ2 är en asteroid i huvudbältet som upptäcktes den 4 oktober 1988 av den tjeckiske astronomen Antonín Mrkos vid Kleť-observatoriet i Tjeckien. Den är uppkallad efter den brittiske bergsklättraren Andrew Irvine.
Asteroiden har en diameter på ungefär 5 kilometer.